# Joe Murray
Joe Murray, född 3 maj 1961, är en amerikansk animatör som skapat Camp Lazlo och Rockos moderna liv.

## TV
- Rocko's Moderna Liv (1993 - 1996)
- Camp Lazlo (2005 - 2008)

## Böcker

### Böcker som han har skrivit och illustrerat
- Who Asked the Moon to Dinner? (1999)
- The Enormous Mr. Schmupsle! (2003)
- Crafting A Cartoon (2008)
- Creating Animated Cartoons with Character (2010)

### Illustrerat
- Funny Cryptograms (2003)
- Hugville (2005)

## Filmer
- "The Chore"
- "My Dog Zero" (1992)
- "The Affair" (2002)
- "Fishing"
- "Fish Head"